# تپه محمدآباد دولت‌آباد
تپه محمدآباد دولت آباد در شهرستان نظرآباد، بین روستای دولت‌آباد و محمدآباد واقع شده و این اثر در تاریخ ۲ بهمن ۱۳۸۲ با شمارهٔ ثبت ۱۰۸۳۷ به‌عنوان یکی از آثار ملی ایران به ثبت رسیده است.